# Emily Greene Wetherbee
Emily Greene Wetherbee (ur. 6 stycznia 1839, zm. 28 sierpnia 1897) – amerykańska nauczycielka, prozaiczka i poetka.

## Życiorys
Emily Greene Wetherbee przyszła na świat 6 stycznia 1839 w Milford w stanie New Hampshire. Była potomkinią generała Nathanaela Greene’a, bohatera Wojny o niepodległość Stanów Zjednoczonych. Jej rodzicami byli Isaac Wetherbee i  Sophia z domu Greene Wetherbee. Ukończyła Lawrence High School. Pracowała jako nauczycielka. Jednym z jej uczniów był późniejszy prominentny poeta Robert Frost. Zmarła na zapalenie otrzewnej 28 sierpnia 1897 w szpitalu miejskim w Lawrence.
Jej imieniem nazwano szkołę w Lawrence.

## Twórczość
Emily Greene Wetherbee uprawiała głównie poezję liryczną. Jej wiersze zostały pośmiertnie zebrane w tomie Poems and Addresses of Emily Green Wetherbee: a Memorial Volume, opublikowanym ze wstępem Johna Francisa Gildei.